# Goetzea elegans
Goetzea elegans ist eine Pflanzenart aus der nur zwei Arten umfassenden Gattung Goetzea. Sie kommt endemisch auf Puerto Rico vor.

## Beschreibung
Goetzea elegans ist ein 8 bis 10 m hoher Baum, der einen Stammdurchmesser von 13 cm erreichen kann. Die Rinde ist glatt, die Zweige sind schlank und rötlich feinfilzig behaart. Die Laubblätter sind eiförmig bis elliptisch und 2,5 bis 12 mm lang, sowie 1,4 bis 6 cm breit. Nach vorn hin sind die Blätter spitz bis kurzzipfelig, stumpf oder kurz zugespitzt. Die Basis der Blattspreite ist spitz zulaufend bis stumpf. Die Oberseite der Blätter ist glänzend. Die Blätter sind mit vielen parallel verlaufenden Adern besetzt, die auf beiden Seiten deutlich hervorstehen. Die Aderung dazwischen ist locker netzartig, auf der Unterseite sind die Adern feinflaumig behaart. Die Blattstiele sind behaart und 5 bis 8 mm lang.
Die Blüten stehen meistens einzeln in den Blattachseln an 6 bis 12 mm langen, behaarten Blütenstielen. Der Kelch ist 5 bis 6 mm lang, feinfilzig behaart und mit schmal dreieckigen, zugespitzten und 1,5 mm langen Zipfeln besetzt. Die orange gefärbte und behaarte Krone ist trichterförmig, 1,7 bis 2 cm lang und misst 1,5 mm im Durchmesser. Der Kronsaum ist mit eiförmigen, abgerundeten oder zugespitzten Kronlappen besetzt. Die Narbe ist zweilappig.
Die Früchte sind runde oder elliptische, orange gefärbte Beeren mit einer Länge von 1,8 cm. Sie sind behaart und enthalten 6 mm lange Samen.

## Vorkommen
Die Art kommt endemisch auf Puerto Rico vor und ist dort selten. Sie wächst auf feuchtem Kalkstein und in feuchten Küstenformationen.